# Alexander Stepanowitsch Kaminski

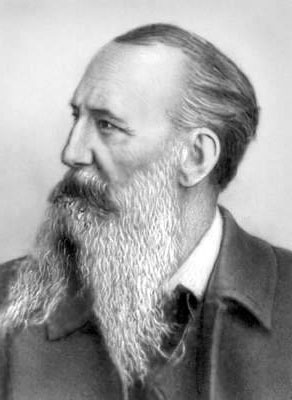
Alexander Kaminski

Alexander Stepanowitsch Kaminski (manchmal irrtümlich Kamenski geschrieben, russisch Алекса́ндр Степа́нович Ками́нский (Каме́нский); * 28. Novemberjul. / 10. Dezember 1829greg.; † 5. Dezemberjul. / 17. Dezember 1897greg. in Moskau) war ein russischer Architekt.

## Leben
Kaminski stammte aus einer ukrainischen Adelsfamilie. Nach dem Besuch des Gymnasiums begann er 1848 in St. Petersburg das Studium an der Kaiserlichen Akademie der Künste in der Klasse des Architekten Konstantin Andrejewitsch Thon. In Thons Auftrag beteiligte er sich am Bau der Christ-Erlöser-Kathedrale in Moskau unter der Leitung seines älteren Bruders Josif.

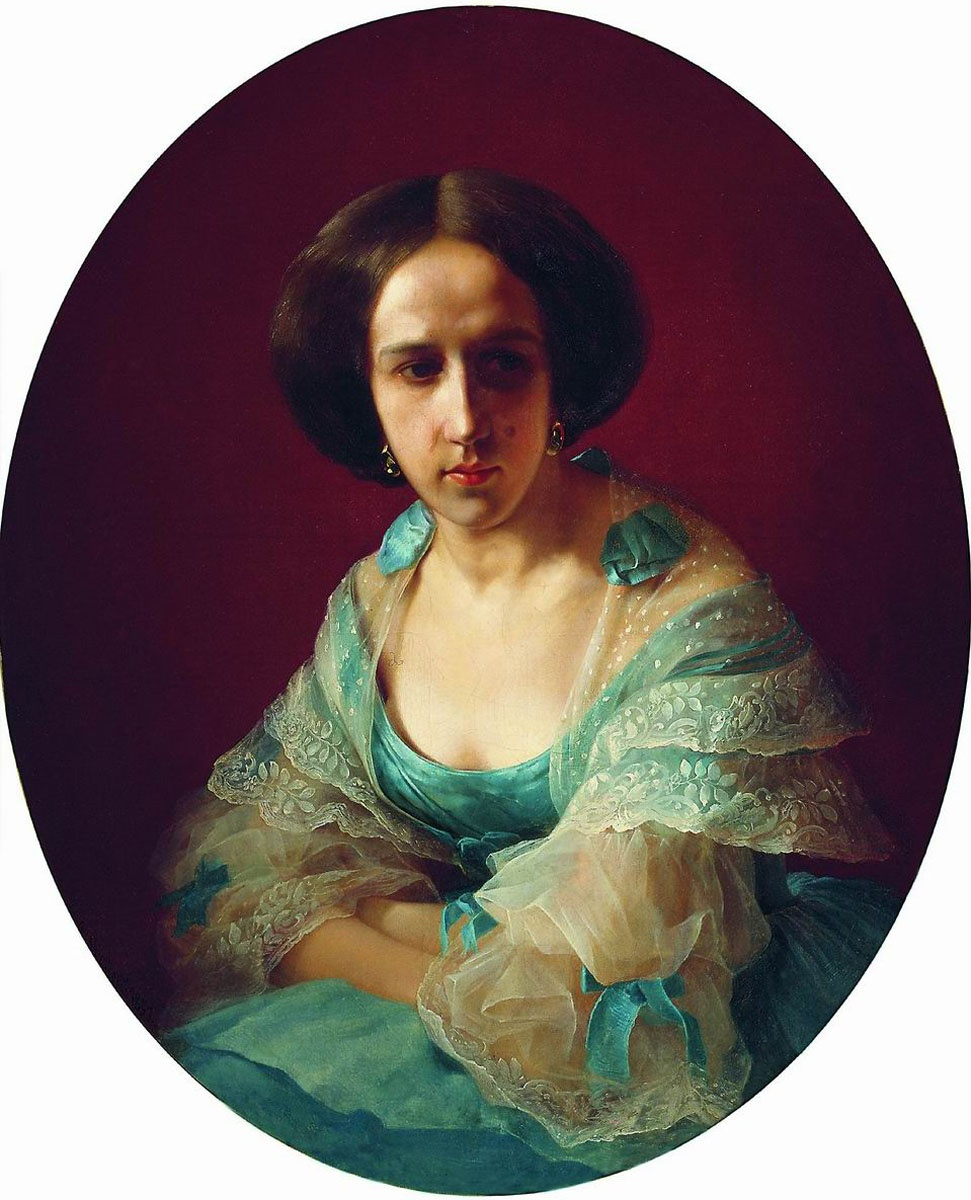
Sofja Michailowna Tretjakowa

1857–1860 bildete er sich weiter im Ausland aus. In Paris lernte er den Kunstsammler und Mäzen Pawel Michailowitsch Tretjakow kennen, dessen Schwester Sofja Michailowna Tretjakowa (1839–1902) er im November 1862 heiratete.
Kaminski war während seines weiteren Lebens der Familienarchitekt der Tretjakows. Insbesondere baute er wiederholt Tretjakows Haus für dessen wachsende Gemäldesammlung um. Dadurch bekam er auch Aufträge anderer reicher Kaufmannsfamilien, so der Botkins und der Morosows. Er baute viel in der Oblast Moskau und in Iwanowo. Später führte er im Auftrage Thons den Innenausbau der Auferstehungskathedrale in Jelez durch.
1867 wurde Kaminski der Senior-Architekt der Moskauer Kaufmannsgesellschaft, in deren Auftrag er unter anderem die von Michail Dorimedontowitsch Bykowski erbaute Moskauer Börse und das Verwaltungshaus der Gesellschaft umbaute neben einer Reihe von anderen Arbeiten. Der Umbau alter Häuser im Empire-Stil in zeitgemäße Mietshäuser war lange eine Routine-Arbeit für Kaminski. Auch baute er Stadtvillen im Stil vergangener Zeiten. Bekannt sind auch seine Krankenhäuser und Armenhäuser. 1880–1882 beteiligte er sich zusammen mit dem Architekten August Weber an der Planung und dem Bau der Pavillons der Allrussische Industrie- und Handwerksausstellung 1882 auf dem Chodynkafeld.
Ende der 1880er Jahre arbeitete als Kaminskis Assistent der angehende Architekt Fjodor Ossipowitsch Schechtel. Ein anderer Assistent war Iwan Timofejewitsch Barjutin, der einen Teil von Kaminskis Bauaufträgen ausführte. Durch die Schule der Firma Kaminski gingen etliche künftige Meister, so Ilja Jefgrafowitsch Bondarenko, Iwan Pawlowitsch Maschkow, Max Hoeppener, Semjon Semjonowitsch Eibuschiz, Leon Franzewitsch Daukscha und Konstantin Wiktorowitsch Terski.
Stilistisch war Kaminski ein hervorragender Vertreter des späten Eklektizismus. In großem Maße benutzte er sowohl Elemente der russischen Architektur als auch gotische Motive. Doch wie sein Lehrer Thon folgte er nicht einem einzigen Stil, indem er für jeden Gebäudetyp und jeden Auftraggeber eine von Stil-Konventionen unabhängige Lösung fand. Seine öffentlichen Gebäude bekamen einen betont repräsentativen und überaus pompösen Charakter, aber selbst die größten erscheinen wie Miniaturen vor dem Hintergrund der Mietshäuser vom Anfang des 20. Jahrhunderts und erst recht der modernen Gebäuden.
1888 brach Kaminskis Karriere ab, als das von seiner Firma gebaute Mietshaus der Kaufmannsgesellschaft einstürzte mit 11 Toten und 11 Verletzten. Kaminski wurde für schuldig erklärt, die Bausicherheitsstandards nicht eingehalten zu haben, und zu sechs Wochen Arrest verurteilt. 1893 verlor er sein letztes Amt als Architekt der Kaufmannsgesellschaft.
1889–1892 versuchte Kaminski als Gründer und Hauptredakteur der Anthologie der Werke russischer Architekten  und Ingenieure durch die Popularisierung seiner Projekte vergeblich, seine Reputation wiederherzustellen und in die Bau-Elite zurückzukehren. Sein letztes Werk war die Kirche des Heiligen Seraphim von Sarow in Sarow, die 1903 eingeweiht wurde.

## Werke
- Anthologie der Werke russischer Architekten und Ingenieure (Hrsg. A. S. Kaminski, Netyksa), 1890–1892 (russisch).

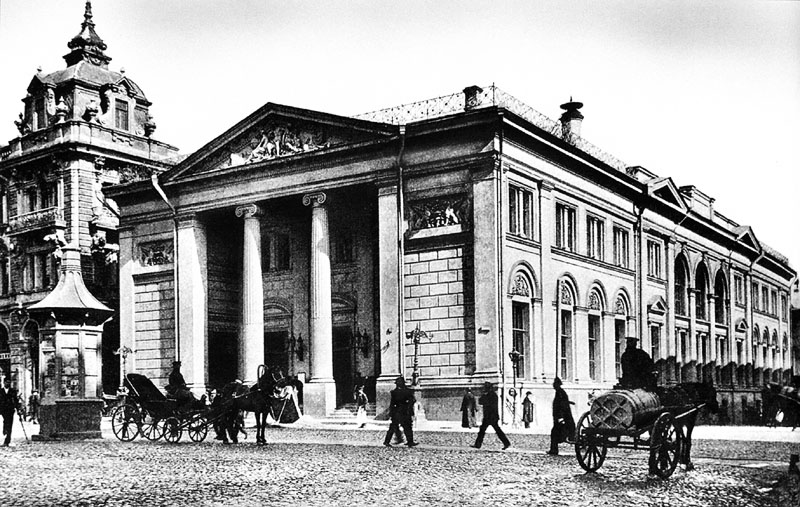
Moskauer Börse
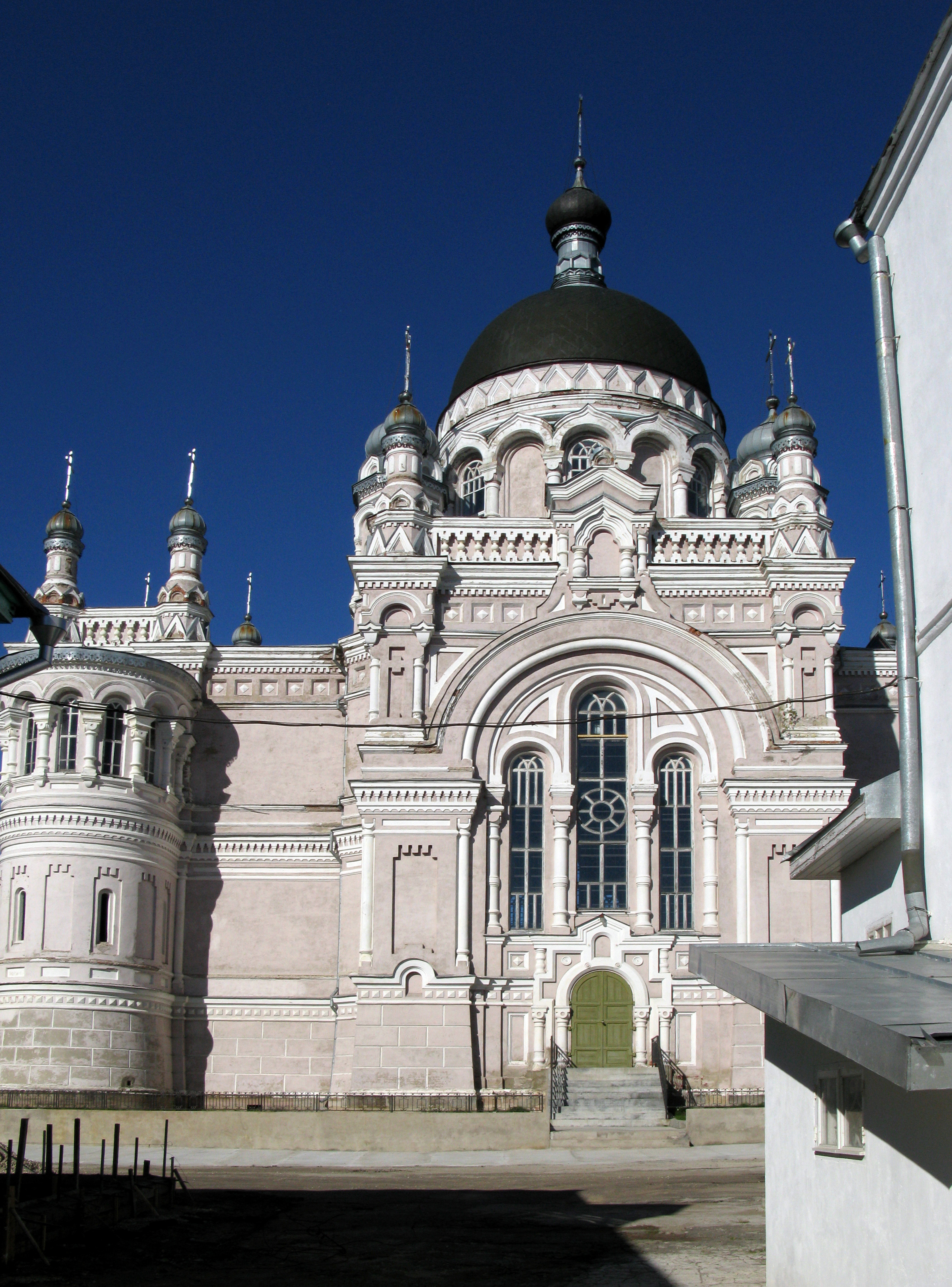
Kasan-Kloster-Kathedrale
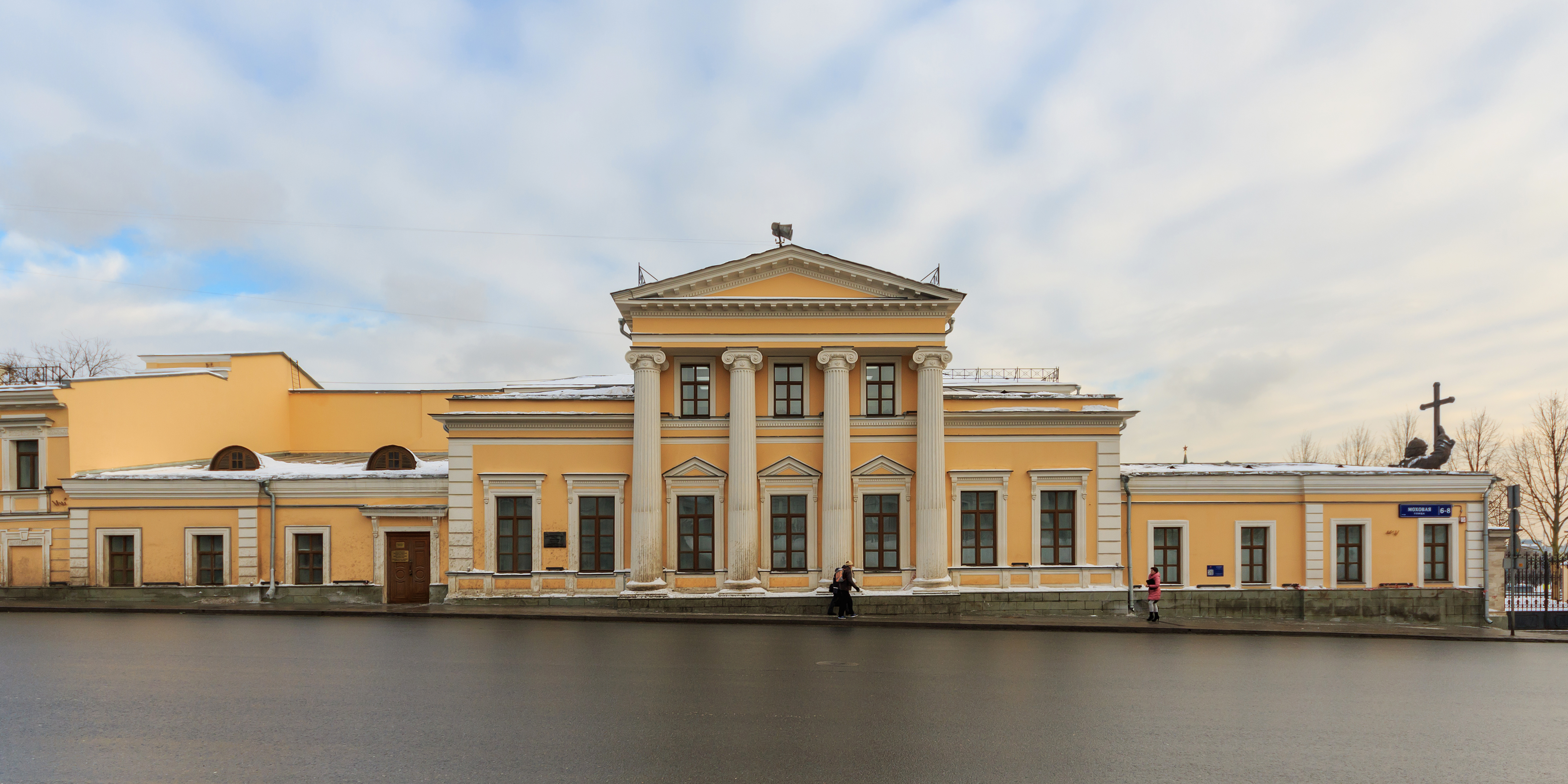
Kalinin-Museum Moskau
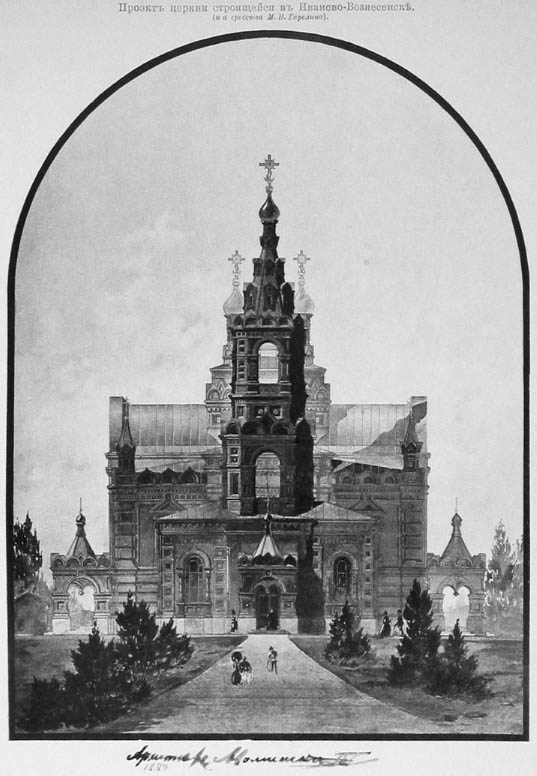
Kirche in Iwanowo
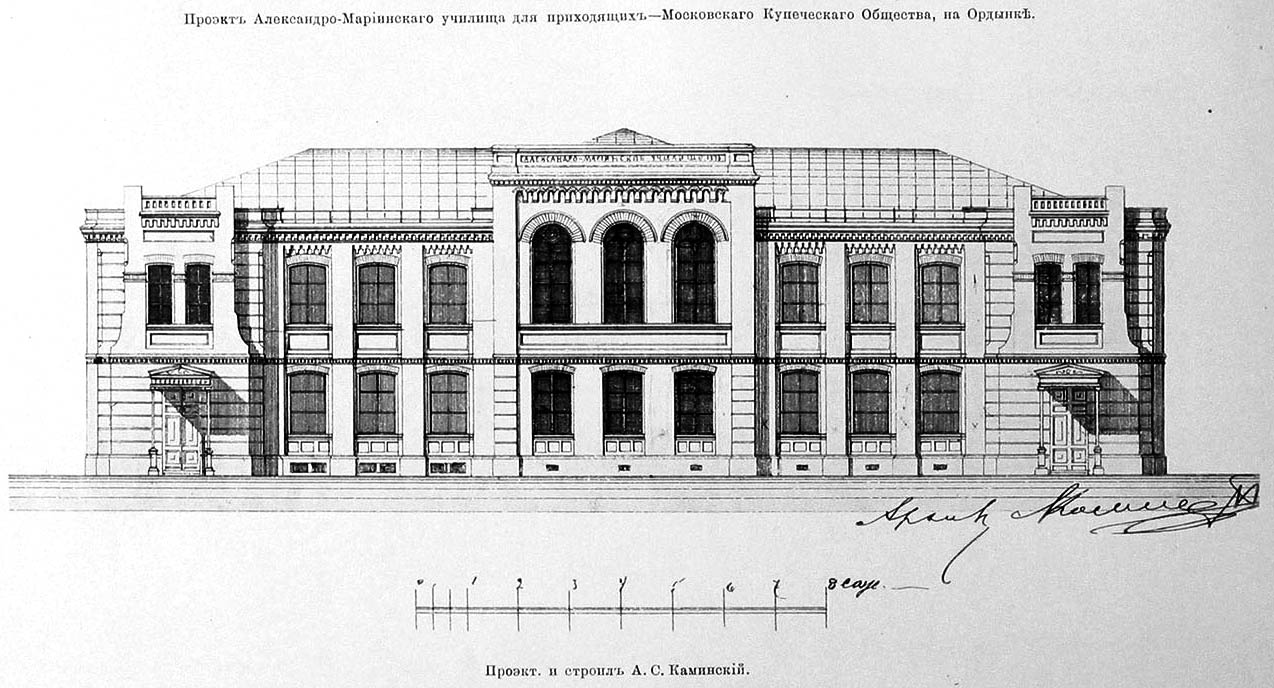
Alexander-und-Maria-Kolleg Moskau
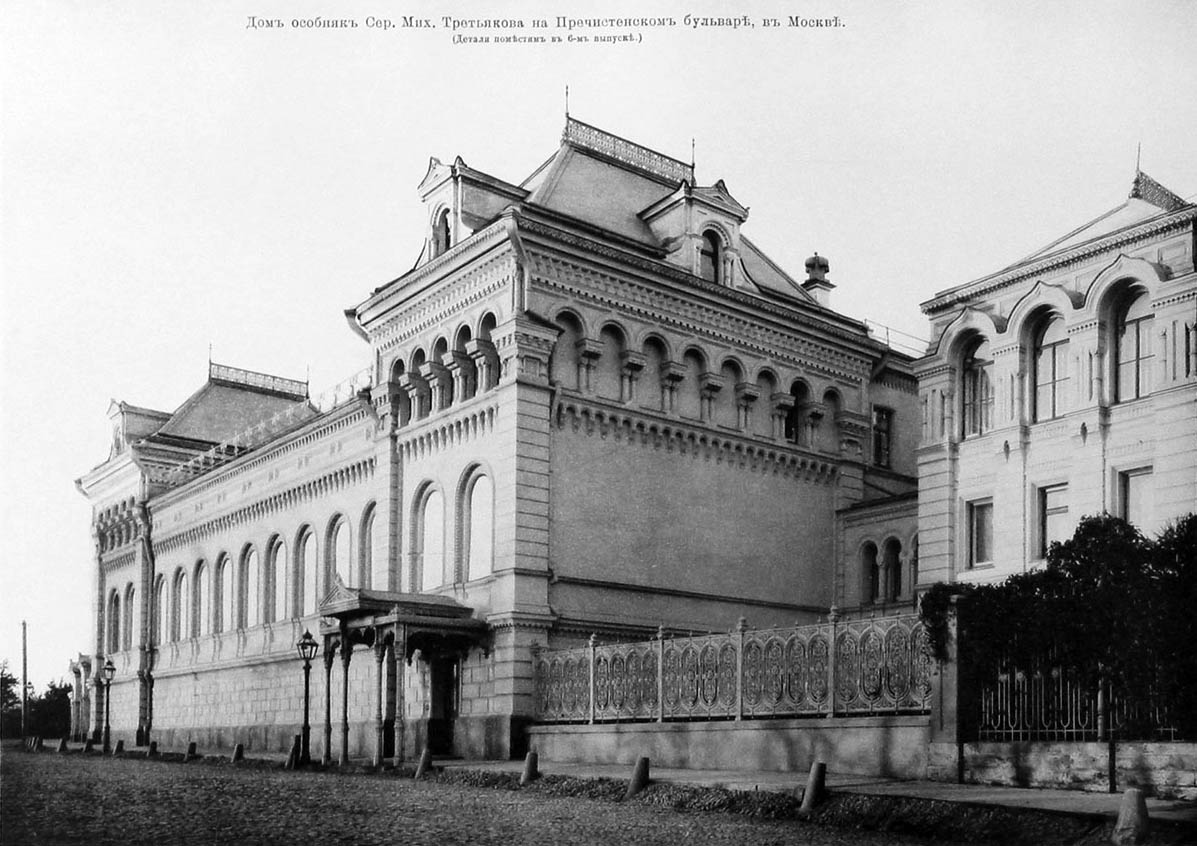
Gogolewski-Boulevard 6, Moskau
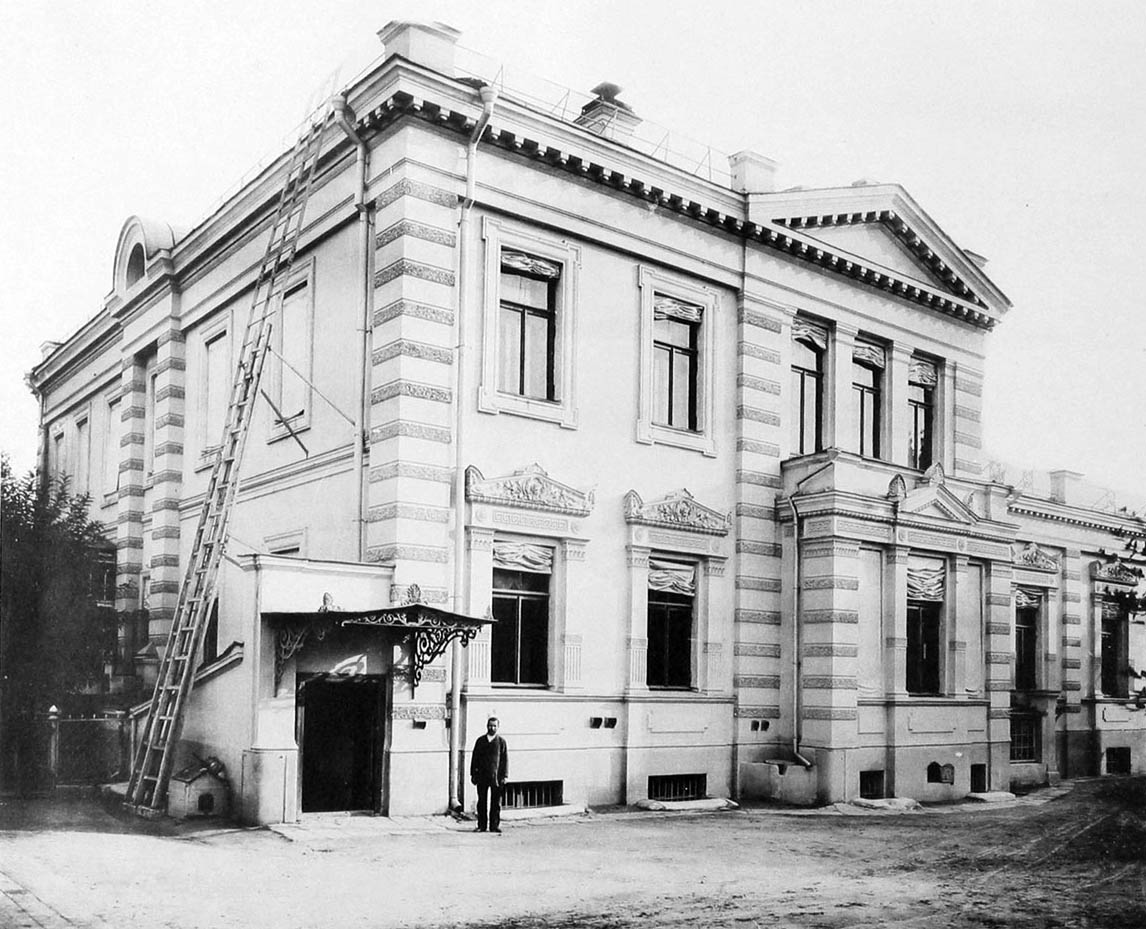
Wohnhaus Kalaschni-Gasse, Moskau
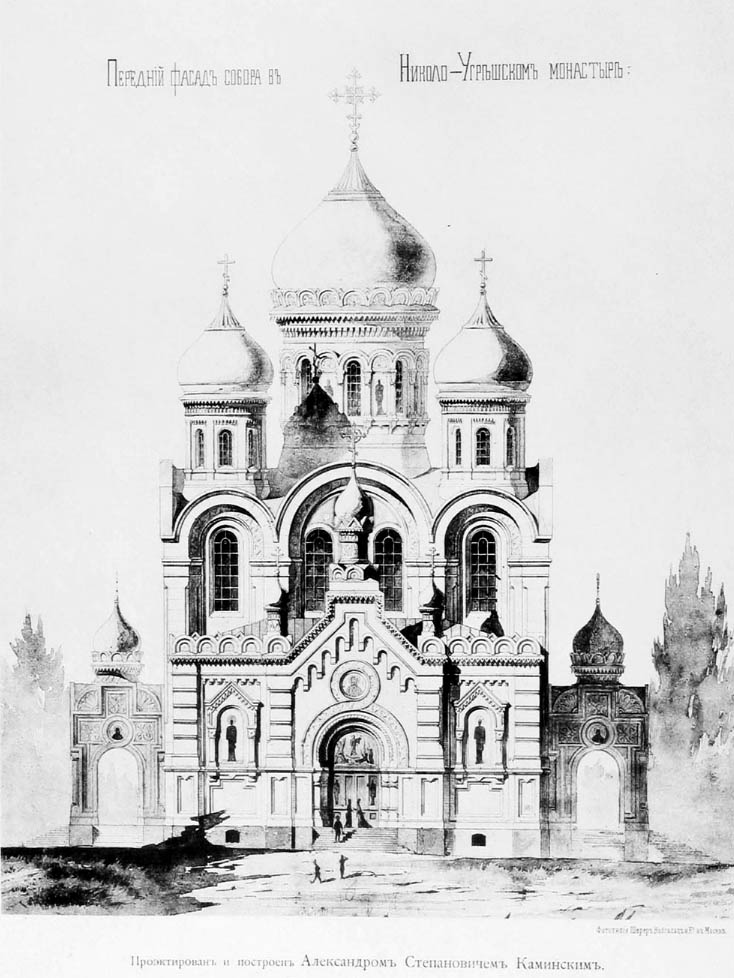
Kathedrale des St. Nikolaus-Klosters in Dserschinski
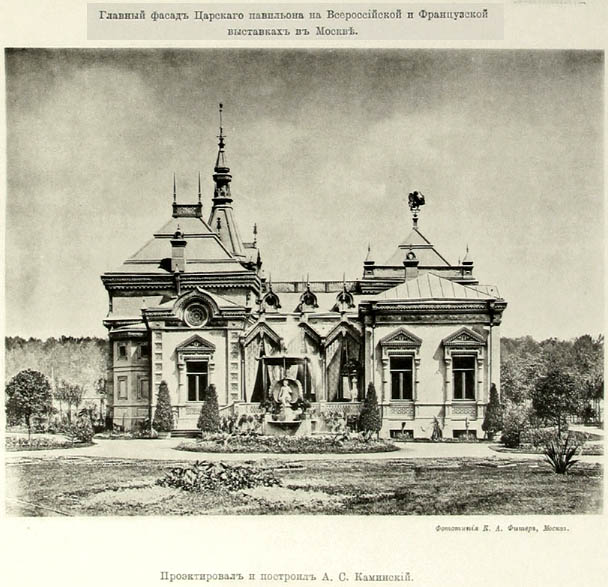
Königspavillon Moskau
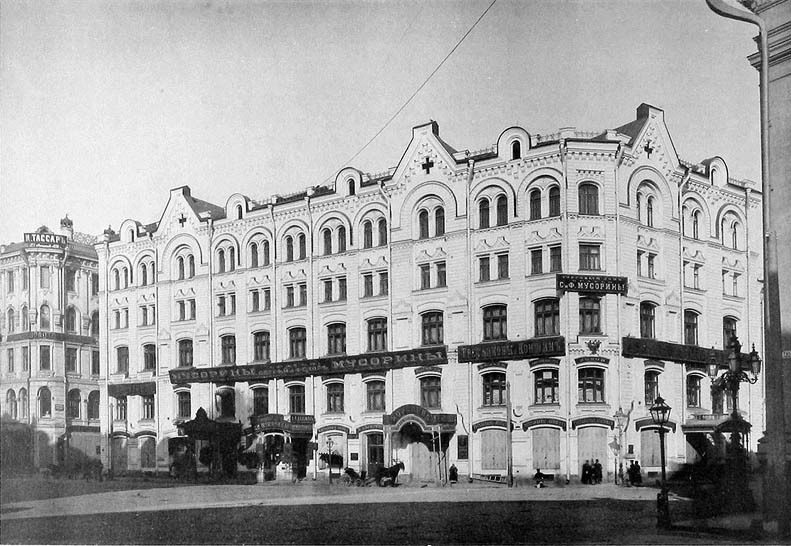
St. Josef-Kloster Moskau
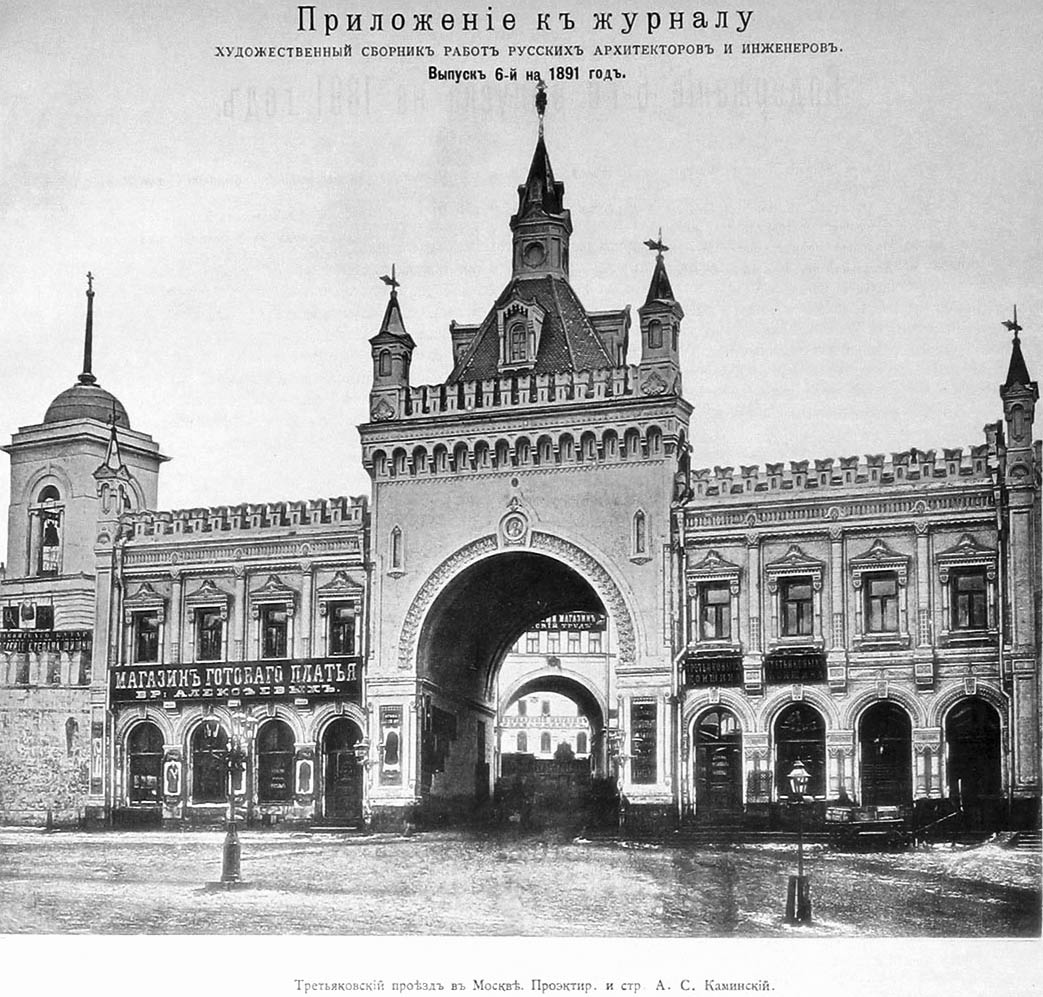
Tretjakow-Passage, Moskau
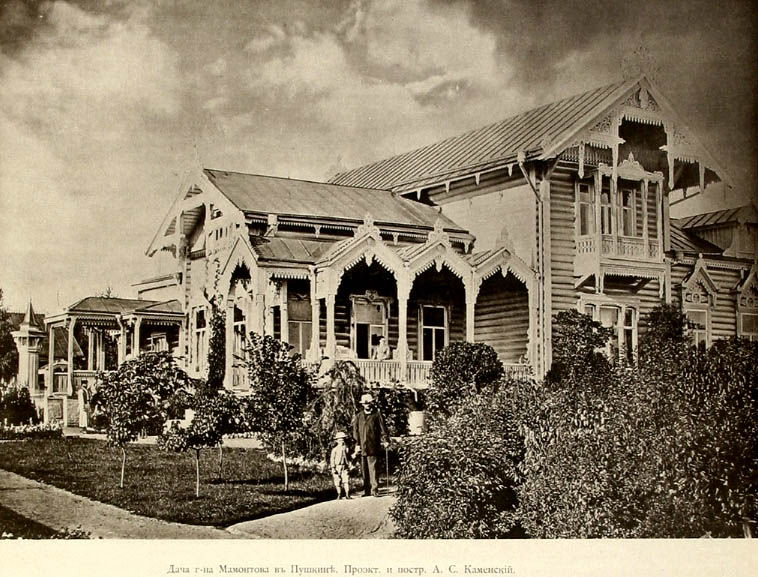
Mamontow-Datsche in Puschkino